# واترز آپتون
واترز آپتون (به انگلیسی: Waters Upton) یک محله مدنی و روستا در بریتانیا است که در Telford and Wrekin واقع شده‌است. واترز آپتون ۹۵۱ نفر جمعیت دارد.